# Бой у Флакфонтейна
Бой у Флакфонтейна  (африк. Slag van Vlakfontein) — эпизод партизанского периода Второй англо-бурской войны. Арьергард британской колонны Диксона был застигнут врасплох у Флакфонтейна (100  км от Йоханнесбурга) бурским коммандо Кемпа, но сумел отбиться.
Во второй половине мая 1901 года британский отряд под командованием генерала Генри Грея Диксона, действовал поблизости от 
Магалисбергского хребта на местности, имеющей сплошь гористый и изрезанный рельеф. Он был отправлен на поиски якобы спрятанных где-то в этих местах орудий.
26 мая отряд Диксона (два пехотных и два конных полка с приданной батареей из шести орудий, всего 1600 человек) выйдя из лагеря Наавпорте, двинулся на запад. 28-го он прибыл к ферме Флакфонтейн, что в непосредственной близости от южного участка Олифантс-Нека, где и расположился. Диксон оставил охрану в лагере и, разделив свой отряд на три части, отправился на поиски спрятанных орудий. 
Год партизанской войны истощил силы буров. Их коммандос не хватало оружия, боеприпасов, одежды и продовольствия, поэтому в основном приходилось захватывать то, что им было нужно, у британских войск. Так как запас патронов к маузерам заканчивался, последние приходилось заменять на английские ли-метфорды и ли-энфилды, отбивая их у противника. Когда генерал Ян Кемп, коммандо которого действовало в этой местности, узнал, что генерал Диксон находится в районе Флахука — Ватервала — Флакфонтейна, он в ночь на 29 мая отправил своих коммандос (около 500 человек) в набег. 
Когда после безуспешных поисков отряд Диксона в полдень 29 мая возвращался в лагерь, его арьергард неожиданно подвергся яростному нападению с фланга. Буры подожгли траву и за пламенем и облаками дыма, гонимого сильным ветром, атаковали английские войска. Атака конных буров поддерживалась плотным огнем, который вел отряд прикрытия. Артиллерийские расчеты англичан были полностью расстреляны, а йоменри — конная пехота — были отброшены, многие из них убиты, и два захваченных орудия тотчас были развернуты против ближайшего британского подразделения. 
Хотя арьергард был разбит в течение пятнадцати минут, рота регулярной пехоты, входившая в его состав, все же сумела перестроиться и стала отстреливаться от буров, окружавших орудия. Было отправлено сообщение о бедственной ситуации. Диксон ввел в бой два орудия и гаубицу, которые подавили огонь двух захваченных пушек. Английская кавалерия и пехота поспешили через долину на помощь и, открыв огонь по пытавшимся удержать позиции бурам, вернули захваченные орудия. 
Кемпу пришлось в спешке отступить, скрывшись за дымовой завесой, которая теперь прикрывала отступление, как ранее — атаку. При отходе было взято с собой много лошадей, винтовок, боеприпасов и обмундирования. 
Шесть офицеров и пятьдесят солдат были убиты, сто двадцать ранены — таковы оказались британские потери, к которым, несомненно, добавились бы и два орудия, если бы не смелая контратака пехоты. Семь буров были убиты.
Генерал Диксон, обнаружив, что его отряд окружен многочисленными бурами, отошел к Наавпорту, унося раненых, куда и прибыл 30 мая.